# プトナ (スチャヴァ県)
座標: 北緯42度52分 東経25度37分 / 北緯42.867度 東経25.617度

プトナ（ルーマニア語:Putna）は、ルーマニアのモルダヴィア地方にあるスチャヴァ県の自治体である。1465年にシュテファン大公がキリア要塞（Chilia）を攻略した後、大公によって1466年から1469年にかけてプトナ修道院が献堂された。

## 地勢
自治体の人口は3738人であり、うちグラ・プトネイ集落（Gura Putnei）に1324人、プトナ集落（Putna）に2414人が居住している。人口のほとんどがルーマニア人であり、正教会を信仰している。

## 地理
プトナ自治体はスチャヴァ県の北部に位置しており、ラダウツィに近接している。プトナ集落の位置は東経47°87'、北緯25°62'であり、またグラ・プトネイ集落は東経47°90'、北緯25°58'にある。

## 経済
プトナの経済の中心となっているのは木材の生産である。

## 交通
スチャヴァ＝プトナ道路、およびルーマニア鉄道によって結ばれている。